# Giorno della marmotta
Il Giorno della marmotta (in inglese Groundhog Day) è una festa celebrata annualmente negli Stati Uniti d'America e in Canada ogni 2 febbraio, incentrata sul metaforico comportamento al risveglio mattutino di un esemplare di Marmota monax, un roditore appartenente alla famiglia degli Sciuridi.
Tale ricorrenza è stata resa famosa dal film Ricomincio da capo di Harold Ramis (1993).

## Storia
Il primo giorno della marmotta venne festeggiato a Punxsutawney (in Pennsylvania) il 2 febbraio 1887.

## Tradizione
La tradizione ha origine da credenze associate alla Candelora (in inglese Candlemas Day); nonostante ci si riferisca spesso al 2 febbraio come ad uno dei cosiddetti quarter day, si tratta in realtà di un cross-quarter day.
La tradizione vuole che in questo giorno si debba osservare il rifugio di una marmota monax; se, quando l'animale compare, non è possibile vedere la sua ombra perché il tempo è nuvoloso, l'inverno finirà presto, se invece l'ombra si vede perché è una bella giornata l'inverno continuerà per altre sei settimane.
La tradizione statunitense deriva da una rima scozzese:

## Riscontri scientifici
Nel 2022 una ricerca scientifica sulle Marmota monax del Nord America ha dimostrato che il comportamento di questi animali non è associabile ad alcuna variazione di temperatura.

## Modo di dire
Grazie al film Ricomincio da capo di Harold Ramis (1993), in molti paesi di lingua anglofona e neolatina il giorno della marmotta è diventato un'espressione comune per indicare un giorno ripetitivo.